# Бели ветар
Бели ветар је врста ветра. То је јак југо који на северним падинама Динарских планина има особине ветра фена па испушује тло и суши биљке. Назив Бели ветар с користи у народу у Босни и Херцеговини, а понекад га зову и Бели град.